# Dick Latessa
Richard Robert Latessa, detto Dick (Cleveland, 15 settembre 1929 – New York, 19 dicembre 2016), è stato un attore statunitense.

## Biografia
Ha debuttato a Broadway nel 1968, nella prima produzione di  The Education of H*Y*M*A*N K*A*P*L*A*N, a cui sono seguite numerose ed apprezzate interpretazioni in musical e drammi quali Follies, Rags, Il giardino dei ciliegi, Damn Yankees, A Funny Thing Happened on the Way to the Forum, Awake and Sing!, Cabaret, The Will Rogers Follies, Promises, Promises e Hairspray, per cui ha vinto il Drama Desk Award ed il Tony Award al miglior attore non protagonista in un musical.

## Filmografia parziale

### Cinema
- Il colore del fuoco (Substance of Fire), regia di Daniel J. Sullivan (1997)
- Better Than Ever, regia di Uzo (1997)
- Stigmate (Stigmata), regia di Rupert Wainwright (1999)
- The event, regia di Thom Fitzgerald (2003)
- Alfie, regia di Charles Shyer (2004)
- Un anno dopo (The Great New Wonderful), regia di Danny Leiner (2005)
- The Last New Yorker, regia di Harvey Wang (2007)
- A Buddy Story, regia di Marc Erlbaum (2010)

### Televisione
- Get Smart – serie TV, episodio 4x14 (1968)
- Missione impossibile – serie TV, episodio 3x21 (1969)
- Ironside – serie TV, episodio 3x10 (1969)
- I nuovi medici – serie TV, episodio 1x06 (1969)
- Ai confini della notte – serie TV, episodio n. 5116 (1975)
- Philemon, regia di Norman Lloyd – film TV (1976)
- La scelta (The Family Man), regia di Glenn Jordan – film TV (1976)
- Captain Kangaroo – serie TV, 3 episodi (1979-1980)
- And They All Lived Happily After, regia di Hal Cooper – film TV (1981)
- Un ragazzo come noi – serie TV, episodio 1x03 (1982)
- Mary Benjamin – serie TV, episodio 2x13 (1982)
- The Neighborhood, regia di Lee H. Katzin – film TV (1982)
- Questione d'onore (A Question of Honor), regia di Jud Taylor – film TV (1982)
- Trackdown: Finding the Goodbar Killer, regia di Bill Persky – film TV (1983)
- American Playhouse – serie TV, episodi 3x02-7x12 (1984, 1988)
- Izzy & Moe, regia di Jackie Cooper, regia di Jackie Cooper – film TV (1985)
- Fuori nel buio (Out of the Darkness), regia di Jud Taylor – film TV (1985)
- Spenser – serie TV, episodi 1x10-2x14 (1985, 1987)
- Rockabye, regia di Richard Michaels – film TV (1986)
- True Blue – serie TV, 12 episodi (1989-1990)
- ABC Afterschool Specials – serie TV, episodio 18x05 (1990)
- Working It Out – serie TV, episodi 1x05-1x13 (1990)
- Law & Order - I due volti della giustizia – serie TV, 5 episodi (1990-2003)
- The Will Rogers Follies, regia di Walter C. Miller – film TV (1991)
- Così gira il mondo – soap opera, puntata del 15 gennaio 1993
- Le avventure del giovane Indiana Jones – serie TV, episodio 2x06 (1993)
- Cose da non dire (Shattered Trust: The Shari Karney Story), regia di Bill Corcoran – film TV (1993)
- Central Park West – serie TV, episodi 2x07-2x08 (1996)
- Una vita da vivere – serie TV (1997)
- Casa e chiesa – serie TV, episodi 2x17-2x18 (1998)
- Una linea di sangue (Thicker Than Blood) – film TV (1998)
- I Soprano – serie TV, episodio 3x13 (2001)
- Ed – serie TV, episodio 2x05 (2001)
- The Black Donnellys – serie TV, 5 episodi (2007)
- Six Degrees - Sei gradi di separazione – serie TV, episodio 1x09 (2007)
- Brotherhood - Legami di sangue – serie TV, episodio 2x09 (2007)
- The Good Wife – serie TV, episodio 1x07 (2009)
- Law & Order - Unità vittime speciali (Law & Order: Special Victims Unit) - serie TV, episodio 12x09 (2010)
- Emily Owens, M.D. – serie TV, episodio 1x02 (2012)
- Odd Mom Out – serie TV, episodio 1x03 (2015)

## Doppiatori italiani
Nelle versioni in italiano delle opere in cui ha recitato, Dick Latessa è stato doppiato da:
- Dante Biagioni in Law & Order - I due volti della giustizia, Law & Order - Unità vittime speciali
- Carlo Sabatini in Alfie
- Antonio Paiola in Brotherhood - Legami di sangue
- Pieraldo Ferrante in The Good Wife

## Teatro

### Musical
- The Education of H*Y*M*A*N K*A*P*L*A*N, regia di George Abbott (1968)
- Follies, regia di Harold Prince e Michael Bennett (1971)
- Rags, regia di Gene Saks (1986)
- The Will Rogers Follies, regia di Tommy Tune (1991)
- Damn Yankees, regia di Jack O'Brien (1994)
- A Funny Thing Happened on the Way to the Forum, regia di Jerry Zaks (1996)
- Cabaret, regia di Sam Mendes (1999)
- Hairspray, regia di Jack O'Brien (2002)
- Promises, Promises, regia di Rob Ashford (2010)

### Commedie e drammi
- Chapter Two, di Neil Simon, regia di Herbert Ross (1977)
- I Ought to Be in Pictures, di Neil Simon, regia di Herbert Ross (1980)
- Passione, di Albert Innaurato, regia di Frank Langella (1980)
- Brighton Beach Memoirs, di Neil Simon, regia di Gene Saks (1983)
- Awake and Sing!, di Clifford Odets, regia di Theodore Mann (1984)
- Broadway Bound, di Neil Simon, regia di Gene Saks (1986)
- Rumors, di Neil Simon, regia di Gene Saks (1988)
- Proposals, di Neil Simon, regia di Joe Mantello (1997)
- Il giardino dei ciliegi, di Anton Čechov, regia di Nicholas Martin (2007)
- The Lyons, di Nicky Silver, regia di Mark Brokaw (2011)